# غريغ وليامز
غريغ وليامز (بالإنجليزية: Greg Williams)‏ هو لاعب كرة قدم أمريكية أمريكي، ولد في 1 أغسطس 1959 في غرينفيل في الولايات المتحدة.

## وصلات خارجية
- غريغ وليامز على موقع مرجع كرة القدم المحترفة.كوم (الإنجليزية)